# Anastomus
Anastomus è un genere della famiglia dei Ciconiidi. Le specie appartenenti al genere sono caratterizzate dal grosso becco i cui due rami non si toccano mai, tranne che all'estremità. Questa caratteristica si sviluppa solo negli adulti.
Comprende due specie:
- Anastomo africano (Anastomus lamelligerus), dell'Africa e del Madagascar
- Anastomo asiatico (Anastomus oscitans), delle regioni tropicali dell'Asia meridionale e del Sud-est asiatico.